# South Hams (circonscription britannique)
Circonscription parlementaire de la Chambre des Communes
La circonscription de South Hams  est une ancienne circonscription située dans le Devon

## Géographie
La circonscription comprenait :
- Les villes de Totnes, Dartmouth, Brixham et une partie de Paigntoné

## Députés
Les Members of Parliament (MPs) de la circonscription sont:
| Législature                                                             | Années    | Député | Député        | Parti        |
| ----------------------------------------------------------------------- | --------- | ------ | ------------- | ------------ |
| South Hams issue de Totnes, Torbay et West Devon                        |           |        |               |              |
| 49e                                                                     | 1983–1987 |        | Anthony Steen | Conservateur |
| 50e                                                                     | 1987–1992 |        | Anthony Steen | Conservateur |
| 51e                                                                     | 1992–1997 |        | Anthony Steen | Conservateur |
| Circonscription abolie et redistribuée parmi Totnes et Devon South West |           |        |               |              |